# Al-Budayyi'
Al-Budayyi' (arabo: البديع) è una città costiera che si trova nel governatorato del nord nel regno del Bahrain. Con le vicine città di Junaibiya e di Saar, si trova nella zona più fertile di questo deserto, tanto che qui si trovano fattorie e allevamenti di animali. Qui hanno sede anche diversi club sportivi ed anche diversi centri residenziali chiusi.
La Budaiya Road, la strada che la congiunge alla capitale Manama, è ancor oggi ricordata per essere stata l'unica strada ombreggiata in maniera naturale, grazie ai filari di palme che la costeggiavano, anche se molti di questi alberi sono stati abbattuti per "modernizzare" il paese .